# Кирк ван Хаутен
Кирк Eвелин ван Хаутен (енгл. Kirk Evelyn Van Houten) је измишљени лик у анимираној ТВ серији Симпсонови. Глас му позајмљује Ханк Азарија. Кирк је отац Милхауса и бивши муж Луан ван Хаутен.